# تاریخ شرق آسیا
تاریخ آسیای شرقی به‌طور کلی شامل تاریخچه‌های چین، ژاپن، کره، مغولستان و تایوان از زمان ماقبل تاریخ تا تاکنون است. هر کشور در این منطقه تاریخ ملی متفاوت خودش را دارد، اما محققان مطالعاتی شرق آسیا بر این اعتقاداند که تاریخ تمام این مناطق، از یک الگوی توسعه تاریخی دقیق و یکسان نیز پیروی کرده‌است. این امر در روابط متقابل تمدن‌های سنتی شرق آسیا مشهود است، که نه تنها شامل مجموعه‌ای از الگوهای تاریخی، بلکه مجموعه‌ای خاص از الگوهایی است که بر تمام یا بیشتر شرق آسیای سنتی به صورت لایه‌های متوالی تأثیر گذاشته است.

## پیشینه

### حوزه و قلمرو مطالعاتی
مطالعه تاریخ شرق آسیا بخشی از روند افزایش مطالعات شرق آسیا به عنوان یک رشتهٔ تحصیلی در دنیای غرب است. تدریس و مطالعهٔ تاریخ شرق آسیا در غرب در اواخر قرن نوزدهم آغاز شد. در ایالات متحده، در دوران جنگ ویتنام، آمریکایی‌های آسیایی معتقد بودند که اکثر دوره‌های تاریخ به تمرکز بر اروپا متمایل بودند و برنامه‌های درسی مبتنی بر آسیا را ترویج کردند. در حال حاضر، تاریخ شرق آسیا همچنان یک رشتهٔ اصلی در مطالعات آسیایی است.